# Robert Brouwer
Edouard Robert Brouwer (Bruxelles, 29 settembre 1907 – La Hulpe, 8 agosto 1997) è stato un cestista e velocista belga.

## Carriera
In carriera ha militato nel William Elie Club. Con il Belgio ha disputato 2 partite alle Olimpiadi 1936, e ha preso parte agli Europei 1935.